# 皮農 (堪薩斯州)
皮農（英語：Pinon）是位於美國堪薩斯州林肯縣的一個鬼鎮。

## 歷史
皮農的郵政局於1873年設立，直到1888年結束營運。該郵政局原名為「巴特爾克里克」（Battle Creek），於1879年更名為皮農。

## 地理
皮農所處的海拔為高於海平面426米（即1398英呎），而該地所採用的時區為UTC-6，即北美中部時區（CST）。同時該地設有夏令時間，為UTC-6調快一小時，即UTC-5（CDT）。